# Songs an einem Sommerabend (Album, 2014)
28 Jahre Songs an einem Sommerabend ist ein Livealbum von Songs an einem Sommerabend aus dem Jahr 2014. Eine zweite CD enthält Auszüge aus den Veranstaltungen von 2012 und 2013.

## Entstehung
Drei Jahre nach den auch auf CD veröffentlichten Songs an einem Sommerabend 2011 erschien das Konzert von 2014 wieder auf CD. Vorweg schließen auf der CD Nummer 1 die Höhepunkte aus den Konzerten 2012 beziehungsweise 2013 die Lücke. Eine frühere Veröffentlichung dieser Konzerte auf CD war laut Klaus Koch vom BuschFunk Musikverlag an fehlenden Rechten gescheitert.
Nach Richtungsdiskussionen über das Festival in den Vorjahren hatte man sich für 2014 auf das Festhalten an bewährten Musikern entschieden, so war beispielsweise Reinhard Mey zum 14. Mal dabei. Er erinnerte an verstorbene Kollegen und sang Ludwig Hirschs Schutzengerl.

## Titelliste
CD 1 (2012/13):
1. Lalala (Ganes) – 3:53
2. A te (Ganes) – 5:15
3. Zeit (Roger Stein) – 3:55
4. El Choclo (Giora Feidman & Gitanes Blondes) – 4:38
5. To my friend Michale (Giora Feidman & Gitanes Blondes) – 5:00
6. inkl. Klarinettenmuckel[1] (Giora Feidman & Gitanes Blondes) – 2:22
7. ’O sole mio (Angelo Branduardi) – 3:32
8. Lercando l’omo (Angelo Branduardi) – 2:56
9. Blasmusik in Moll (Haindling) – 3:22
10. Paula (Haindling) – 2:55
11. I hob di lang schon nimmer gsehn (Haindling) – 3:46
12. Wo (Gerhard Schöne) – 5:18
13. Irgendwann (Gerhard Schöne) – 4:42
14. Når først vi har sagt farvel (Helene Blum & Harald Haugaard) – 5:24
15. Hjertet ved (Helene Blum & Harald Haugaard) – 5:13
16. Finden Sie Mabel (Heinz Rudolf Kunze) – 4:31
17. Aller Herren Länder (Heinz Rudolf Kunze) – 8:55
18. Was keiner wagt (Konstantin Wecker & Band) – 3:05

CD 2 (2014):
1. Hier vorm Kloster Banz (Matthias Brodowy) – 2:38
2. Was wir sind und wie wir waren Klaus Hoffmann – 4:28
3. Amsterdam (Klaus Hoffmann) – 3:08
4. Gold glänzt nicht (Cynthia Nickschas) – 6:15
5. Da rührt sich was in mir (Dominik Plangger) – 3:18
6. Gestern noch (Dominik Plangger) – 3:50
7. Konstanze (Bodo Wartke) – 4:24
8. Frühlingsgefühle (Melanie Haupt und Bodo Wartke) – 4:07
9. Tim liebt Tina (Anna Depenbusch) – 2:41
10. Dass wir so lang leben dürfen (Hannes Wader) – 4:02
11. Trotz alledem II (Hannes Wader) – 3:53
12. Jesus bleibet meine Freude[2] (Manfred Leuchter) – 4:19
13. Alter Freund (Reinhard Mey) – 5:23
14. Schutzengerl (Reinhard Mey) – 2:47
15. Empört Euch (Konstantin Wecker) – 4:55
16. Questra nouva realta (Konstantin Wecker) – 4:52
17. Es ist an der Zeit (Wecker, Wader, Mey) – 6:00
18. Gute Nacht, Freunde[3] (Alle) – 4:08

## Produktion
Aufgenommen wurden die Konzerte von 2012 bis 2014 auf Kloster Banz. Konzept und Idee lagen bei Ado Schlier, die Festivalproduktion übernahm das Studio für Veranstaltungen Monika-Beate Fröschle GmbH, Würzburg. Aufgenommen und gemischt wurden sie von Friedrich Thein (Studios & Mobile Recording). Der Stereomitschnitt wurde von Manne Pokrandt, Berlin, bearbeitet und gemastert.
Die CD-Redaktion hatte Klaus Koch, die Booklet-Redaktion Ado Schlier. Das Design übernahm Klaus Schinagl. Die Fotos stammen von Matthias Hoch, Barbara Herbst, Rene Matschkowiak, Katrin Arnold und der Hanns-Seidel-Stiftung.
Den vollständigen Auftritt von Dominik Plangger gibt es auf YouTube.

## Ergänzende Hinweise
1. ↑  Noten Klarinettenmuckel. Abgerufen am 15. Juni 2024.
2. ↑  Es beginnt mit einem musikalischen Zitat: Über den Wolken
3. ↑  Auch 2011 endete das Konzert mit diesem gemeinsam gesungenen Lied.
4. ↑  Auftritt Plangger. Abgerufen am 15. Juni 2024.